# Hoduguaja
El hoduguaja (호두과자; "pastisset de nou") és un tipus de pastisset de nou originari de la ciutat de Cheonan a Corea del Sud. S'elabora amb una massa líquida a base de farina de blat i nou pelada molta, i un farcit de pasta de mongeta vermella. Es cou al foc dins d'un motlle metàl·lic que li dona forma de nou.

## Història
Els hoduguaja van ser creats el 1934 per Jo Gwigeum i Sim Boksun, que eren un matrimoni que vivia a Cheonan. La recepta es fonamentava en els hangua, dolços tradicionals coreans, i amb la influència de la gastronomia de l'Imperi Japonès, ja que el pastisset es va crear durant el període de l'ocupació japonesa de Corea (1910–1945).
Fora de Cheonan es van popularitzar als anys 70 del segle xx, venent-se sovint a les estacions de tren i dins dels trens. Actualment es pot trobar per tota Corea del Sud, inclosa la capital Seül, i en ciutats d'altres països com ara Los Angeles i San Diego als Estats Units d'Amèrica.